# François-Joseph Hunauld
François-Joseph Hunauld, né le 24 février 1701 à Châteaubriant et mort le 15 décembre 1742 à Paris, est un anatomiste français.

## Biographie
François-Joseph Hunauld (ou Hunault) est né au sein d'une famille de médecins. Son grand-oncle, Pierre Hunauld (1664-1728), était médecin et professeur de médecine à Angers, son père René Hunauld, originaire d'Angers, était parti s'installer comme médecin à Saint-Malo et fut également professeur de médecine à la faculté de Caen.
Il commença ses humanités à Rennes, puis des études de médecine à Angers, et les poursuivit à Paris. Il obtint finalement son diplôme de médecine à Reims en 1722. Il se consacra aux études d'anatomie à Paris sous les professeurs Jacques-Bénigne Winslow et Joseph Guichard Duverney. Il donna des descriptions de cas intéressants de monstruosités anatomiques.
En 1724, il devient membre de l'Académie des sciences. Il devient professeur et démonstrateur d'anatomie au Jardin du Roi en 1730, succédant à Joseph-Guichard Du Verney décédé. Il gardera cette charge jusqu'en 1742. En 1735, il est reçu à Londres par ses confrères britanniques et en revint membre de la Royal Society.
François-Joseph Hunauld est connu pour son travail dans le domaine de l'ostéologie, notamment, des études impliquant la formation et la croissance du crâne. Il fut un des premiers à démontrer le syndrome de la côte cervicale (côte en surnombre située à la base du cou). Au cours de sa carrière, il a amassé une importante collection anatomique et plusieurs de ses œuvres écrites ont été publiées dans les Mémoires de l'Académie des sciences.
En décembre 1742, il meurt d'une fièvre maligne à Paris, dans son appartement de l'hôtel de Richelieu. Le père, toujours vivant, enterra son fils.

## Œuvres

### Publications originales
- 1726 : Dissertation en forme de lettres au sujet des Ouvrages de l'auteur du livre sur les maladies des os ;
- 1741 : Mémoire dans lequel on examine si l'huile d'olive est un spécifique contre la morsure des vipères, 1741, 2 p.
- 1742 : Nouveau traité de physique sur toute la nature ; ou Meditations, et songes sur tous les corps dont la médecine tire les plus grands avantages pour guérir le corps humain; & où l'on verra plusieurs curiositez qui n'ont point paru ; (2 volumes) — En ligne :  t. 1.

### Traductions
- « M. Charp », Histoire naturelle de l’âme, trad. Julien Offray de La Mettrie et François Joseph Hunauld, Oxford, 1747, 355 p.

## Compléments

### Éponymie
- Le syndrome d'Adson-Coffey s'appelle aussi le syndrome de Coote-Hunauld (whonamedit).